# Xylophanes fosteri
Espèce
Xylophanes fosteri est une espèce de lépidoptères de la famille des Sphingidae, de la sous-famille des Macroglossinae, tribu des Macroglossini, sous-tribu des Choerocampina, et du genre Xylophanes.

## Description
L'envergure est environ 62 mm pour les mâles et de 68 mm pour les femelles. L'espèce est semblable à Xylophanes turbata. Les différences au niveau de la partie supérieure antérieure de l'aile sont deux petits tirets distaux par rapport à la tache discale, qui sont flous dans une tache diffuse. Les première et deuxième lignes post-médianes sont fusionnées dans une large bande à la marge intérieure de l'aile, divergeant progressivement vers le sommet mais disparaissant plus tard. Les quatrième et cinquième lignes post-médianes sont d'abord parallèles, mais divergentes par la suite et disparaissent ensuite. La quatrième ligne est représentée uniquement par des points de veine.

## Biologie
Il y a au moins trois générations par an au Pérou : les adultes y volent de janvier à février, et de juillet à octobre.
Les chenilles se nourrissent de Psychotria panamensis, Psychotria nervosa et Pavonia guanacastensis .

## Distribution et habitat
Distribution
L'espèce est connue au Paraguay, des spécimens isolé ont été vues en Argentine.

## Systématique
L'espèce Xylophanes fosteri a été décrite par les entomologistes Lionel Walter Rothschild et Karl Jordan en 1906.

### Synonymie
- Xylophanes isaon nanus (Raymundo da Silva, 1934)[1]